# Edward Curtis Smith

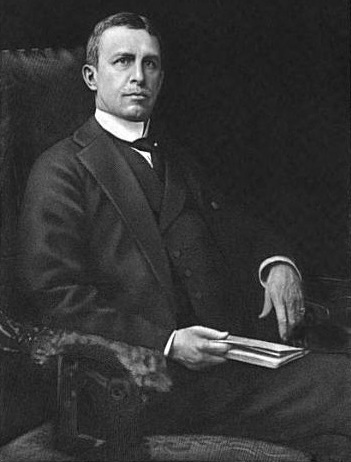
Edward Curtis Smith

Edward Curtis Smith, född 5 januari 1854 i St. Albans i Vermont, död 6 april 1935, var en amerikansk republikansk politiker och affärsman. Han var guvernör i delstaten Vermont 1898–1900. Han var son till J. Gregory Smith som var delstatens guvernör 1863–1865.
Smith gick i skola i Phillips Academy och utexaminerades 1875 från Yale University. Sin juristexamen avlade han två år senare vid Columbia Law School och arbetade därefter som advokat i Vermont.
Smith var verkställande direktör för järnvägsbolaget Central Vermont Railroad Company 1892–1895. Den 6 oktober 1898 tillträdde han som guvernör i Vermont och efterträddes den 4 oktober 1900 av William W. Stickney. Efter sin tid som guvernör arbetade Smith åter som företagsledare inom järnvägsbranschen och senare som bankdirektör. Han gravsattes på Greenwood Cemetery i St. Albans.